# Marko Bošnjak
Marko Bošnjak, slovenski pravnik, * 12. marec 1974
Diplomiral (1996), magistriral (1999) in doktoriral (2002) je na Pravni fakulteti v Ljubljani. Bil je mladi raziskovalec in kasneje znanstveni sodelavec Inštituta za kriminologijo v Ljubljani. Leta 2009 je odšel v Odvetniško družbo Čeferin, kjer je deloval kot specialist za kazenske zadeve. 
Branil je Franca Kanglerja, Igorja Bavčarja, Andreja Lovšina in Dragana Tošića. Od leta 2016 je sodnik na Evropskem sodišču za človekove pravice v Strasbourgu, kjer je bil 13. maja 2024 kot prvi Slovenec izvoljen za njegovega predsednika. Mandat sodnika na ESČP mu poteče maja 2025, ko ga bo nasledila Vasilka Sancin.